# Jaime Francisco Víctor Sarmiento de Silva Fernández de Híjar
Jaime Francisco Víctor  Sarmiento de Silva Fernández de Híjar (Madrid, 30 de enero de 1625-25 de febrero de 1700) fue un noble español del siglo XVII. Era hijo de Rodrigo Sarmiento de Silva y Villandrando, VIII conde de Ribadeo, VIII conde de Salinas, y II marqués de Alenquer, y de Isabel Margarita Fernández de Híjar y Castro-Pinós, IV duquesa de Híjar. 
En 1642 heredó los títulos maternos, convirtiéndose en parte de la más alta nobleza aragonesa y siendo naturalizado aragonés por las Cortes de Aragón en 1678, y en 1664 heredó los títulos paternos, salvo el marquesado de Alenquer. Fue virrey de Aragón entre 1681 y 1692. En 1684 segregó las jurisdicciones civil y criminales de La Puebla de Híjar. 
En 1687 fue nombrado Caballero de la Orden del Toisón de Oro.

## Descendencia
Se casó tres veces:
- Con Ana Enríquez de Almansa, hija de Juan Enríquez de Borja y Almansa. El matrimonio no tuvo hijos.
- Con Mariana Pignatelli de Aragón, hija de Héctor IV Pignatelli. Con ella tuvo siete hijos, entre ellos, a Juana Petronila de Silva y Aragón Fernández de Híjar y Pignatelli, que sucedió en los títulos de su padre.
- Con Antonia Pimentel y Benavides, hija de Antonio Pimentel de Herrera y Zúñiga, con quien tuvo otros dos hijos.